# Municipio de Hayes (condado de Franklin)
El municipio de Hayes (en inglés, Hayes Township) es un municipio del condado de Franklin, Kansas, Estados Unidos. Tiene una población estimada, a mediados de 2022, de 434 habitantes.
Abarca una zona exclusivamente rural.

## Geografía
Está ubicado en las coordenadas 38°42′17″N 95°13′54″O / 38.70472, -95.23167. Según la Oficina del Censo de los Estados Unidos, tiene una superficie total de 77.40 km², de la cual 76.96 km² corresponden a tierra firme y 0.44 km² están cubiertos de agua.

## Demografía
Según el censo de 2020, en ese momento había 431 personas residiendo en la zona. La densidad de población era de 5.6 hab./km². El 91.9 % de los habitantes eran blancos, el 0.2 % era afroamericano, el 0.2 % era asiático, el 0.5 % eran de otras razas y el 7.2 % eran de una mezcla de razas. Del total de la población, el 2.09 % eran hispanos o latinos de cualquier raza.